# Campeonato Argentino de Futebol de 2009–10
A Primeira Divisão do Campeonato Argentino de Futebol da temporada 2009-2010 foi a 80ª edição da principal divisão do futebol argentino. O regulamento foi similar ao dos anos anteriores.

## Regulamento
Disputada por 20 clubes, a Primera División é disputada em 2 torneios: Apertura e Clausura, ambos em turno único com todos contra todos. O 1º colocado de cada torneio sagra-se campeão do mesmo.

### Critérios de desempate
Caso haja empate de pontos entre dois clubes, os critérios de desempates serão aplicados na seguinte ordem (válido para cada torneio). Esse critério não ocorrerá para definir o campeão dos dois torneios, mas vale na pontuação geral para as vagas da Copa Sulamericana:
1. Saldo de gols
2. Gols marcados
3. Confronto direto

### Fase extra
Caso acontecer um empate de pontos com os primeiros colocados, ocorrerá uma "segunda fase" para definir o campeão de um dos torneios em "campos neutros". Se for dois clubes, será feito um único jogo. Caso for mais de dois, jogarão entre si em turno único, como aconteceu no Torneo Apertura de 2008 em que os três melhores tiveram a mesma pontuação e disputaram um "triangular decisivo".

### Rebaixamento
Para definir o rebaixamento, soma-se os pontos de todas as últimas 3 temporadas e divide-se pelo total de jogos, os clubes que disputaram todas as últimas 3 temporadas tem seus pontos divididos por 114, os clubes que disputaram as 2 últimas temporadas tem seus pontos divididos por 76 e os recém-promovidos tem seus pontos divididos por 38. O nome deste sistema é promedio de puntos (média de pontos) e é bastante criticado, já que prejudica bastante os recém-promovidos, forçando-os a marcar um bom número de pontos, cerca de 48 pontos em 38 jogos para poder escapar do descenso, o que significaria uma 10ª posição. Os 2 piores da classifiação (19º e 20º) do promedio de puntos são rebaixados, os outros 2 piores (17º e 18º) disputam uma repescagem com o 3º e 4º da Primeira Nacional B.

### Libertadores 2010
Também é usado o promedio de puntos. A diferença é que soma-se os pontos do Torneo Apertura da atual temporada com o Torneo Clausura da temporada anterior e divide-se por 38 partidas (no caso dos recém-promovidos tem seus pontos divididos por 19 partidas do Torneo Apertura. Os três melhores colocados se classificam para a Copa Libertadores da América de 2010.

## Televisão

### Na Argentina
Fox Sports

### No Brasil
SporTV

## Participantes
| Clube              | Cidade                | Estádio                    | Capacidade |
| ------------------ | --------------------- | -------------------------- | ---------- |
| Argentinos Juniors | Buenos Aires          | Diego Armando Maradona     | 24.800     |
| Arsenal Sarandí    | Sarandí               | El Viaducto                | 16.300     |
| Atlético Tucumán   | San Miguel de Tucumán | Monumental José Fierro     | 32.700     |
| Banfield           | Lomas de Zamora       | Florencio Sola             | 40.500     |
| Boca Juniors       | Buenos Aires          | La Bombonera               | 49.000     |
| Colón              | Santa Fé              | Brigadier Estanislao López | 32.500     |
| Chacarita Juniors  | Villa Maipú           | A definir                  |            |
| Estudiantes        | La Plata              | Centenario (Quilmes)       | 30.200     |
| Gimnasia (LP)      | La Plata              | Del Bosque                 | 20.461     |
| Godoy Cruz         | Mendoza               | Malvinas Argentinas        | 40.268     |
| Huracán            | Buenos Aires          | Tomás Adolfo Ducó          | 48.314     |
| Independiente      | Avellaneda            | Ciudad de Lanús            | 46.619     |
| Lanús              | Lanús                 | Ciudad de Lanús            | 46.619     |
| Newell's Old Boys  | Rosário               | El Coloso del Parque       | 38.095     |
| Racing             | Avellaneda            | El Cilindro                | 51.000     |
| River Plate        | Buenos Aires          | Monumental de Núñez        | 65.645     |
| Rosario Central    | Rosário               | El Gigante de Arroyito     | 41.654     |
| San Lorenzo        | Buenos Aires          | Nuevo Gasómetro            | 43.494     |
| Tigre              | Victoria              | Monumental de Victoria     | 26.282     |
| Vélez Sársfield    | Buenos Aires          | José Amalfitani            | 49.540     |

## Torneio Apertura

### Classificação
| Torneo Apertura | Torneo Apertura    | Torneo Apertura | Torneo Apertura | Torneo Apertura | Torneo Apertura | Torneo Apertura | Torneo Apertura | Torneo Apertura | Torneo Apertura | Torneo Apertura | Torneo Apertura | Torneo Apertura |
| Time / Equipa | Time / Equipa      | Pts             | J               | V               | E               | D               | GP              | GC              | SG              | %               |                 |                 |
| --- | ------------------ | --------------- | --------------- | --------------- | --------------- | --------------- | --------------- | --------------- | --------------- | --------------- | --------------- | --------------- |
| 1 | Banfield           | 41              | 19              | 12              | 5               | 2               | 25              | 11              | +14             | 71              |                 |                 |
| 2 | Newell's Old Boys  | 39              | 19              | 12              | 3               | 4               | 26              | 11              | +11             | 68              |                 |                 |
| 3 | Colón              | 34              | 19              | 10              | 4               | 5               | 27              | 16              | +11             | 59              |                 |                 |
| 4 | Independiente      | 34              | 19              | 10              | 4               | 5               | 30              | 20              | +10             | 59              |                 |                 |
| 5 | Vélez Sársfield    | 34              | 19              | 10              | 4               | 5               | 29              | 21              | +8              | 59              |                 |                 |
| 6 | Argentinos Juniors | 32              | 19              | 8               | 8               | 3               | 29              | 20              | +9              | 56              |                 |                 |
| 7 | San Lorenzo        | 32              | 19              | 9               | 5               | 5               | 28              | 20              | +8              | 56              |                 |                 |
| 8 | Estudiantes        | 31              | 19              | 9               | 4               | 6               | 28              | 19              | +7              | 54              |                 |                 |
| 9 | Lanús              | 31              | 19              | 8               | 7               | 4               | 26              | 17              | +9              | 54              |                 |                 |
| 10 | Rosario Central    | 31              | 19              | 8               | 7               | 4               | 21              | 14              | +7              | 54              |                 |                 |
| 11 | Boca Juniors       | 27              | 19              | 7               | 6               | 6               | 28              | 24              | +4              | 47              |                 |                 |
| 12 | Arsenal Sarandí    | 27              | 19              | 7               | 6               | 6               | 20              | 24              | -4              | 47              |                 |                 |
| 13 | Atlético Tucumán   | 22              | 19              | 6               | 4               | 9               | 24              | 32              | -8              | 38              |                 |                 |
| 14 | River Plate        | 21              | 19              | 5               | 6               | 8               | 23              | 26              | -3              | 36              |                 |                 |
| 15 | Chacarita Juniors  | 19              | 19              | 5               | 4               | 10              | 18              | 25              | -7              | 33              |                 |                 |
| 16 | Racing             | 17              | 19              | 4               | 5               | 10              | 17              | 26              | -9              | 29              |                 |                 |
| 17 | Godoy Cruz         | 16              | 19              | 3               | 7               | 9               | 18              | 28              | -10             | 28              |                 |                 |
| 18 | Gimnasia (LP)      | 13              | 19              | 3               | 4               | 12              | 16              | 29              | -13             | 22              |                 |                 |
| 19 | Huracán            | 11              | 19              | 2               | 5               | 12              | 12              | 34              | -22             | 19              |                 |                 |
| 20 | Tigre              | 8               | 19              | 2               | 2               | 15              | 18              | 42              | -24             | 14              |                 |                 |
| Pts – Pontos ganhos; J – Jogos; V - Vitórias; E - Empates; D - Derrotas; GP – Gols pró; GC – Gols contra; SG – Saldo de gols; % - Aproveitamento de pontos |                    |                 |                 |                 |                 |                 |                 |                 |                 |                 |                 |                 |

|  |                                                                                 |
|  | Campeão e classificado à fase de grupos da Copa Libertadores da América de 2010 |

| Torneio Apertura 2009 |
| --------------------- |
| Banfield              |

### Confrontos
Para ler a tabela, a linha horizontal representa os jogos da equipe como mandante. A coluna vertical indica os jogos da equipe como visitante.
Jogos da próxima rodada estão em vermelho.
Jogos "clássicos" estão em negrito.
Resultados do Apertura estão em verde.
|                    | AJU  | ASA  | ATU  | BAN  | BJU  | COL  | CJU  | EST  | GLP  | GCR  | HUR  | IND  | LAN  | NOB  | RAC  | RPL  | RCE  | SLO  | TIG  | VSÁ  |
| ------------------ | ---- | ---- | ---- | ---- | ---- | ---- | ---- | ---- | ---- | ---- | ---- | ---- | ---- | ---- | ---- | ---- | ---- | ---- | ---- | ---- |
| Argentinos Juniors | —    | 1-1  | 2-1  | 1-1  | *    | *    | *    | 1-0  | *    | *    | 5-1  | *    | 0-0  | *    | 2-0  | 1-2  | 1-1  | 2-1  | *    | *    |
| Arsenal Sarandí    | *    | —    | 2-0  | 1-1  | 1-1  | *    | *    | 0-2  | 1-0  | *    | *    | 1-0  | 2-5  | *    | 0-0  | 1-0  | 1-0  | *    | *    | *    |
| Atlético Tucumán   | *    | *    | -    | *    | 2-0  | 2-1  | 2-0  | *    | 1-0  | 1-1  | *    | 2-4  | 2-2  | *    | *    | *    | *    | *    | 4-2  | 1-2  |
| Banfield           | *    | *    | 1-1  | —    | *    | *    | 1-0  | 2-1  | *    | 3-0  | *    | *    | *    | 2-1  | 1-2  | 2-0  | *    | *    | 1-0  | 3-0  |
| Boca Juniors       | 2-2  | *    | *    | 2-0  | —    | 3-0  | 0-0  | *    | 4-0  | 2-3  | *    | 1-2  | *    | 1-1  | *    | *    | *    | *    | 2-1  | R3-2 |
| Chacarita Juniors  | 2-2  | 1-0  | *    | *    | *    | *    | —    | *    | *    | 2-1  | 1-0  | *    | *    | 0-1  | *    | *    | 0-1  | 0-2  | 1-2  | 0-0  |
| Colón              | 2-0  | 4-1  | *    | 0-0  | *    | —    | 3-1  | *    | *    | 1-0  | 3-0  | *    | *    | 0-1  | *    | *    | *    | 2-1  | 5-1  | 0-1  |
| Estudiantes        | *    | *    | 1-0  | *    | 2-1  | 0-0  | 0-1  | —    | 3-0  | *    | *    | 2-1  | 1-1  | *    | *    | *    | *    | *    | 3-1  | 3-0  |
| Gimnasia (LP)      | 1-2  | *    | *    | 0-1  | *    | 2-0  | 1-2  | *    | —    | 0-2  | 4-1  | *    | *    | 0-2  | *    | *    | *    | 2-2  | 2-0  | 0-1  |
| Godoy Cruz         | 2-4  | 0-0  | *    | *    | *    | *    | *    | 1-2  | *    | —    | 1-1  | *    | *    | 1-1  | 3-1  | 1-1  | 1-1  | 1-1  | *    | *    |
| Huracán            | *    | R-13 | R-3  | R-17 | R-18 | *    | *    | R-5  | *    | *    | —    | *    | R-1  | *    | R-7  | R-9  | R-11 | R-15 | *    | *    |
| Independiente      | R-18 | *    | *    | R-15 | *    | R-11 | R-9  | *    | R-13 | R-3  | R-16 | —    | *    | R-1  | *    | *    | *    | *    | R-7  | R-5  |
| Lanús              | *    | *    | *    | R-4  | R-2  | R-15 | R-13 | *    | R-17 | R-7  | *    | R-19 | —    | R-5  | *    | *    | *    | *    | R-11 | R-9  |
| Newell's Old Boys  | R-4  | R-17 | R-7  | *    | *    | *    | *    | R-9  | *    | *    | R-2  | *    | *    | —    | R-11 | R-13 | R-15 | R-19 | *    | *    |
| Racing             | *    | *    | R-12 | *    | R-8  | R-2  | R-19 | R-14 | R-4  | *    | *    | R-6  | R-10 | *    | —    | *    | *    | *    | R-17 | *    |
| River Plate        | *    | *    | R-14 | *    | R-10 | R-4  | R-2  | R-16 | R-6  | *    | *    | R-8  | R-12 | *    | R-18 | —    | *    | *    | *    | *    |
| Rosario Central    | *    | *    | R-16 | R-5  | R-12 | R-6  | *    | R-18 | R-8  | *    | *    | R-10 | R-14 | *    | R-1  | R-3  | —    | *    | *    | *    |
| San Lorenzo        | *    | R-11 | R-1  | R-13 | R-16 | *    | *    | R-3  | *    | *    | *    | R-14 | R-18 | *    | R-5  | R-7  | R-9  | —    | *    | *    |
| Tigre              | R-10 | R-4  | *    | *    | *    | *    | *    | *    | *    | R-14 | R-8  | *    | *    | R-12 | *    | R-19 | R-2  | R-6  | —    | R-16 |
| Vélez Sársfield    | R-8  | R-2  | *    | *    | *    | *    | *    | *    | *    | R-12 | R-6  | *    | *    | R-10 | R-15 | R-17 | R-19 | R-4  | *    | —    |

## Classificação

### Últimas vagas para a Libertadores 2010
| Média de pontos acumulados no Clausura e Apertura 2009                                                                                                | Média de pontos acumulados no Clausura e Apertura 2009 | Média de pontos acumulados no Clausura e Apertura 2009 | Média de pontos acumulados no Clausura e Apertura 2009 | Média de pontos acumulados no Clausura e Apertura 2009 | Média de pontos acumulados no Clausura e Apertura 2009 | Média de pontos acumulados no Clausura e Apertura 2009 | Média de pontos acumulados no Clausura e Apertura 2009 | Média de pontos acumulados no Clausura e Apertura 2009 | Média de pontos acumulados no Clausura e Apertura 2009 | Média de pontos acumulados no Clausura e Apertura 2009 | Média de pontos acumulados no Clausura e Apertura 2009 | Média de pontos acumulados no Clausura e Apertura 2009 |
| Time | Time                                                   | PROM                                                   | TPts                                                   | J                                                      | C 2009                                                 | A 2009                                                 |                                                        |                                                        |                                                        |                                                        |                                                        |                                                        |
| --- | ------------------------------------------------------ | ------------------------------------------------------ | ------------------------------------------------------ | ------------------------------------------------------ | ------------------------------------------------------ | ------------------------------------------------------ | ------------------------------------------------------ | ------------------------------------------------------ | ------------------------------------------------------ | ------------------------------------------------------ | ------------------------------------------------------ | ------------------------------------------------------ |
| 1 | Vélez Sársfield                                        | 2.105                                                  | 40                                                     | 19                                                     | 40                                                     | 0                                                      |                                                        |                                                        |                                                        |                                                        |                                                        |                                                        |
| 2 | Huracán                                                | 2,000                                                  | 38                                                     | 19                                                     | 38                                                     | 0                                                      |                                                        |                                                        |                                                        |                                                        |                                                        |                                                        |
| 3 | Lanús                                                  | 2,000                                                  | 38                                                     | 19                                                     | 38                                                     | 0                                                      |                                                        |                                                        |                                                        |                                                        |                                                        |                                                        |
| 4 | Colón                                                  | 1.789                                                  | 34                                                     | 19                                                     | 34                                                     | 0                                                      |                                                        |                                                        |                                                        |                                                        |                                                        |                                                        |
| 5 | Racing                                                 | 1.579                                                  | 30                                                     | 19                                                     | 30                                                     | 0                                                      |                                                        |                                                        |                                                        |                                                        |                                                        |                                                        |
| 6 | Estudiantes                                            | 1.526                                                  | 29                                                     | 19                                                     | 29                                                     | 0                                                      |                                                        |                                                        |                                                        |                                                        |                                                        |                                                        |
| 7 | Gimnasia (LP)                                          | 1,473                                                  | 28                                                     | 19                                                     | 28                                                     | 0                                                      |                                                        |                                                        |                                                        |                                                        |                                                        |                                                        |
| 8 | River Plate                                            | 1.421                                                  | 27                                                     | 19                                                     | 27                                                     | 0                                                      |                                                        |                                                        |                                                        |                                                        |                                                        |                                                        |
| 9 | Godoy Cruz                                             | 1.368                                                  | 26                                                     | 19                                                     | 26                                                     | 0                                                      |                                                        |                                                        |                                                        |                                                        |                                                        |                                                        |
| 10 | Rosario Central                                        | 1,315                                                  | 25                                                     | 19                                                     | 25                                                     | 0                                                      |                                                        |                                                        |                                                        |                                                        |                                                        |                                                        |
| 11 | San Lorenzo                                            | 1.263                                                  | 24                                                     | 19                                                     | 24                                                     | 0                                                      |                                                        |                                                        |                                                        |                                                        |                                                        |                                                        |
| 12 | Banfield                                               | 1.211                                                  | 23                                                     | 19                                                     | 23                                                     | 0                                                      |                                                        |                                                        |                                                        |                                                        |                                                        |                                                        |
| 13 | Tigre                                                  | 1.211                                                  | 23                                                     | 19                                                     | 23                                                     | 0                                                      |                                                        |                                                        |                                                        |                                                        |                                                        |                                                        |
| 14 | Boca Juniors                                           | 1.158                                                  | 22                                                     | 19                                                     | 22                                                     | 0                                                      |                                                        |                                                        |                                                        |                                                        |                                                        |                                                        |
| 15 | Newell's Old Boys                                      | 1.105                                                  | 21                                                     | 19                                                     | 21                                                     | 0                                                      |                                                        |                                                        |                                                        |                                                        |                                                        |                                                        |
| 16 | Independiente                                          | 1.105                                                  | 21                                                     | 19                                                     | 21                                                     | 0                                                      |                                                        |                                                        |                                                        |                                                        |                                                        |                                                        |
| 17 | Arsenal Sarandí                                        | 0.947                                                  | 18                                                     | 19                                                     | 18                                                     | 0                                                      |                                                        |                                                        |                                                        |                                                        |                                                        |                                                        |
| 18 | Argentinos Juniors                                     | 0.789                                                  | 15                                                     | 19                                                     | 15                                                     | 0                                                      |                                                        |                                                        |                                                        |                                                        |                                                        |                                                        |
| 19 | Atlético Tucumán                                       | 0                                                      | 0                                                      | 0                                                      | *                                                      | 0                                                      |                                                        |                                                        |                                                        |                                                        |                                                        |                                                        |
| 20 | Chacarita Juniors                                      | 0                                                      | 0                                                      | 0                                                      | *                                                      | 0                                                      |                                                        |                                                        |                                                        |                                                        |                                                        |                                                        |
| PROM – Promedio de puntos; TPts – Total de pontos ganhos; J – Jogos; C 2009 – Pontos ganhos no Clausura 2009; A 2009 – Pontos ganhos no Apertura 2009 |                                                        |                                                        |                                                        |                                                        |                                                        |                                                        |                                                        |                                                        |                                                        |                                                        |                                                        |                                                        |

|  | |
|  | Classificados à segunda fase da Copa Libertadores da América de 2010                                                                             |
|  | Classificado à primeira fase da Copa Libertadores da América de 2010                                                                             |
|  | O Vélez Sársfield tem vaga garantida na Copa Libertadores da América de 2010 por ser campeão do Torneio Clausura de 2009, abrindo mais uma vaga. |
|  | O Estudiantes tem vaga garantida na Copa Libertadores da América de 2010 por ser campeão da edição de 2009.                                      |

### Vagas para a Sul-americana 2011
Ainda não foi divulgado como será a classificação para a Copa Sul-americana de 2011.

### Rebaixamento para aPrimera "B" Nacional
| Média de pontos nas três ultimas temporadas | Média de pontos nas três ultimas temporadas | Média de pontos nas três ultimas temporadas | Média de pontos nas três ultimas temporadas | Média de pontos nas três ultimas temporadas | Média de pontos nas três ultimas temporadas | Média de pontos nas três ultimas temporadas | Média de pontos nas três ultimas temporadas | Média de pontos nas três ultimas temporadas | Média de pontos nas três ultimas temporadas | Média de pontos nas três ultimas temporadas | Média de pontos nas três ultimas temporadas | Média de pontos nas três ultimas temporadas |
| Time | Time                                        | PROM                                        | TPts                                        | J                                           | 2007–08 Pts                                 | 2008–09 Pts                                 | 2009–10 Pts                                 |                                             |                                             |                                             |                                             |                                             |
| --- | ------------------------------------------- | ------------------------------------------- | ------------------------------------------- | ------------------------------------------- | ------------------------------------------- | ------------------------------------------- | ------------------------------------------- | ------------------------------------------- | ------------------------------------------- | ------------------------------------------- | ------------------------------------------- | ------------------------------------------- |
| 1 | Lanús                                       | 1.705                                       | 162                                         | 95                                          | 56                                          | 75                                          | 31                                          |                                             |                                             |                                             |                                             |                                             |
| 2 | Vélez Sársfield                             | 1.673                                       | 159                                         | 95                                          | 59                                          | 66                                          | 34                                          |                                             |                                             |                                             |                                             |                                             |
| 3 | San Lorenzo                                 | 1.673                                       | 159                                         | 95                                          | 64                                          | 63                                          | 34                                          |                                             |                                             |                                             |                                             |                                             |
| 4 | Boca Juniors                                | 1.663                                       | 158                                         | 95                                          | 70                                          | 61                                          | 27                                          |                                             |                                             |                                             |                                             |                                             |
| 5 | Estudiantes                                 | 1.652                                       | 157                                         | 95                                          | 69                                          | 57                                          | 31                                          |                                             |                                             |                                             |                                             |                                             |
| 6 | Newell's Old Boys                           | 1.547                                       | 147                                         | 95                                          | 56                                          | 52                                          | 39                                          |                                             |                                             |                                             |                                             |                                             |
| 7 | Banfield                                    | 1.484                                       | 141                                         | 95                                          | 54                                          | 46                                          | 41                                          |                                             |                                             |                                             |                                             |                                             |
| 8 | Colón                                       | 1.431                                       | 136                                         | 95                                          | 45                                          | 57                                          | 34                                          |                                             |                                             |                                             |                                             |                                             |
| 9 | Independiente                               | 1.389                                       | 132                                         | 95                                          | 59                                          | 39                                          | 34                                          |                                             |                                             |                                             |                                             |                                             |
| 10 | Argentinos Juniors                          | 1.378                                       | 131                                         | 95                                          | 61                                          | 37                                          | 32                                          |                                             |                                             |                                             |                                             |                                             |
| 11 | River Plate                                 | 1.347                                       | 128                                         | 95                                          | 66                                          | 41                                          | 21                                          |                                             |                                             |                                             |                                             |                                             |
| 12 | Tigre                                       | 1.326                                       | 126                                         | 95                                          | 56                                          | 62                                          | 8                                           |                                             |                                             |                                             |                                             |                                             |
| 13 | Arsenal Sarandí                             | 1.308                                       | 123                                         | 94                                          | 51                                          | 46                                          | 26                                          |                                             |                                             |                                             |                                             |                                             |
| 14 | Huracán                                     | 1.273                                       | 121                                         | 95                                          | 52                                          | 58                                          | 11                                          |                                             |                                             |                                             |                                             |                                             |
| 15 | Rosario Central                             | 1.178                                       | 112                                         | 95                                          | 41                                          | 40                                          | 31                                          |                                             |                                             |                                             |                                             |                                             |
| 16 | Racing Club                                 | 1.147                                       | 109                                         | 95                                          | 40                                          | 52                                          | 17                                          |                                             |                                             |                                             |                                             |                                             |
| 17 | Godoy Cruz                                  | 1.142                                       | 64                                          | 56                                          | 0                                           | 49                                          | 15                                          |                                             |                                             |                                             |                                             |                                             |
| 18 | Gimnasia (LP)                               | 1.106                                       | 104                                         | 94                                          | 36                                          | 55                                          | 13                                          |                                             |                                             |                                             |                                             |                                             |
| 19 | Atlético Tucumán                            | 1.055                                       | 19                                          | 18                                          | *                                           | *                                           | 19                                          |                                             |                                             |                                             |                                             |                                             |
| 20 | Chacarita Juniors                           | 1.000                                       | 19                                          | 19                                          | *                                           | *                                           | 19                                          |                                             |                                             |                                             |                                             |                                             |
| PROM – Promedio de puntos; TPts – Total de pontos ganhos; J – Jogos; 2007–08 Pts – Pontos ganhos na temp. 2007/2008; 2008–09 Pts – Pontos ganhos na temp. 2008/2009; 2009–10 Pts – Pontos ganhos na temp. 2009/2010 |                                             |                                             |                                             |                                             |                                             |                                             |                                             |                                             |                                             |                                             |                                             |                                             |

|  |                                                                                 |
|  | Zona de disputa do play-off para promoção/rebaixamento para a temporada 2010-11 |
|  | Zona de rebaixamento à Segunda Divisão Argentina de 2010-11                     |

## Principais Artilheiros
| Jogador | Gols | Clube |
| ------- | ---- | ----- |